# Acolobus albimanus
Acolobus albimanus là một loài tò vò trong họ Ichneumonidae.